# Dreikönigsmühle
Die Dreikönigsmühle war eine Getreidemühle am Achursprung bei Schelklingen-Urspring und ist heute ein Wohnplatz.

## Geographische Lage
Die Dreikönigsmühle steht etwas über einen Kilometer westlich der Ortsmitte von Schelklingen und etwa einen halben Kilometer südlich des Weilers Urspring in einer alten Talschlinge. Unmittelbar nördlich liegt der Quelltopf der Achquelle, wenig abwärts mündet die einem Quelltopf im gleichnamigen Ort entfließende Urspring der Ach zu, in ihrem unteren Mündungswinkel liegen wenig östlich die Teiche einer Forellenzucht vor dem Umlaufberg Lützelberg.

## Geschichte
Der Mühlebetrieb im ehemaligen Kloster Urspring war 1838 offenbar endgültig eingestellt worden. Denn Ende 1838 reichte Johann Georg Friedrich Reichenbach, Fabrikinhaber in Urspring, Pläne zum Bau einer Mahlmühle an der Achquelle beim Oberamt Blaubeuren ein, welche die Akten dem Stadtrat in Schelklingen zur weiteren Begutachtung weiterleitete. Der Stadtrat solle seiner Äußerung einen Bauplan so wie ein Gutachten des Oberamts-Werkmeisters Weil in Blaubeuren anschließen. Der Bau kam durch Reichenbach aber nicht zustande, denn erst sieben Jahre später, 1845, wurde die Mahlmühle am Achtopf durch Johannes Balz und Kaspar Kneer erbaut.
Am 13. Februar 1845 stellen Stadtrat Kaspar Kneer in Schelklingen und Johannes Balz, Werkmeister in Schelklingen, bürgerlich in Blaubeuren, den Antrag, eine Getreidemühle an der Achquelle erbauen zu dürfen. Sie hatten die Achquelle von Fabrikant Georg Reichenbach gekauft. Der Stadtrat befürwortet den Bau, da „die Mühle in Urspring eingegangen und somit dahier gar keine Mühle mehr ist, daher auch sehr erwünscht wäre, wenn den Bittstellern zu Erbauung einer Getreidemühle die erforderliche Concession erteilt würde“.
Am 12. Juni 1845 bestätigt der Stadtrat dem Oberamt Blaubeuren, „dass der Erbauung einer Getreidemahlmühle mit Wohnung und Nebengebäude an der Aachquelle durch Kaspar Kneer und Johannes Balz, weder in polizeilicher noch in privatrechtlicher Beziehung ein Hindernis im Wege steht“.
Am 19. Juni 1845 war der Bau der Mühle im Gange: Stadtrat Kaspar Kneer und Leonhard Kneer hatten am städtischen Herz-Jesu-Berg Felsensteine gebrochen und gehauen und wollten ihre Steine zum Mühlebauwesen des Stadtrats Kaspar Kneer und Johannes Balz verwenden. Sie hatten zwei Wagen voll Steine gebrochen. Der Stadtrat untersagte weitere Arbeiten. Als Entschädigung zahlten die beiden Kneer 1 fl.
Noch 1845 wurde die neu erbaute Mühle mit 8000 fl Versicherungssumme in die Feuerversicherung aufgenommen, das Mühlgebäude zu 5000 fl und die Mühleinrichtung mit 3000 fl.
Stadtrat Kaspar Kneer trat seinen Anteil an der Mühle vor dem 28. Juli 1846 an Mahlmüller Johannes Balz zu Urspring ab, worauf sich ein Rechtsstreit zwischen denselben um gegenseitige Forderungen entfaltete. Kneer forderte insbesondere von Balz 500 fl für die Abtretung seines Anteils an der Mühle.
Balz verkaufte die Mühle wenig später an Johann Georg Mang, denn am 4. Mai 1847 war dieser bereits Müller in Urspring. An diesem Tag stellt Mang den Antrag, ein Schießgewehr anschaffen zu dürfen, was ihm bewilligt wird, da er isoliert wohne und von ihm kein Missbrauch zu erwarten sei. Wenig später am 6. November 1847 wünscht er, noch einen zweiten Hund der Sicherheit halber halten zu dürfen, was ihm bei der abgeschiedenen Lage des Orts bewilligt wird. Jetzt taucht zum ersten Mal der Namen „Dreikönigsmühle“ auf; Mang selbst wird „Dreikönigsmüller in Urspring“ genannt. Warum dieser Name gewählt wurde, ist unbekannt, könnte aber darauf fußen, dass Mang vielleicht am Fest der Heiligen Drei Könige (6. Januar) 1847 auf die Mühle zog.
Mang betrieb neben seiner Mühle auch eine Landwirtschaft von zwei Morgen in der Umgebung der Mühle. Gegenüber der Mühle stand bis 1901 eine zweistöckige Scheuer mit angebautem Schweinestall. Mang hielt überdies eigene Kühe.
Am 29. November 1849 bezeugt das Stadtschultheißenamt Schelklingen dem Kgl. Oberamt Blaubeuren, dass Mang ein gutes Prädikat habe und nach der Schelklinger Strafliste bloß einmal wegen Verfehlung gegen die Mühlordnung vom Kgl. Oberamt Blaubeuren am 15. Mai 1848 mit 2 fl bestraft worden. Derselbe besitze ein Vermögen von ungefähr 2000 fl.
Am 25. Juli 1850 bezeugt das Stadtschultheißenamt Schelklingen dem Kgl. Oberamtsgericht Blaubeuren aber, dass Mang nach der im Jahr 1849 vorgenommenen Realteilung seiner Frau ein Vermögen nur ein von ca. 700 fl besitzt. Seine erste Frau Anna Maria Girr war 1848 verstorben und offenbar gingen Vermögensteile an die vorhandenen Kinder.
Am 12. Januar 1853 wurde Mang auf Verlangen stadträtlich bezeugt,
„1. dass derselbe ein guter Haushälter ist, und
2. ein reines Vermögen von ca. 4500 fl besitzt, welches in einer im Jahre 1845 neu erbauten Mahlmühle, einem Gerbgang und 3 Mahlgängen an der Achquelle besteht, welch letztere jahraus jahrein so viel Wasserkraft hat, dass sie sämtliche Mahlgänge zu treiben im Stande ist. Der Betrieb derselben ist sehr stark und die Frequenz von großem Umfange; auch ist sie solid und zweckmäßig gebaut, und da namentlich die Wasserkraft eine vorzügliche und zu jedem andern größern Werke oder Geschäfte tauglich ist, von bedeutendem Werte. Zu der Mühle gehören eine bei derselben stehende Scheune und dabei liegenden ungefähr 2 Morgen Güter, nebst der eingefassten Achquelle und die Fischgerechtigkeit“.
An mühletechnischen Einrichtungen besaß die Dreikönigsmühle 1868, 1853 und wohl schon 1845 vier oberschlächtige Wasserräder, welche einen Gerbgang und drei Mahlgänge antrieben. 1868 waren außerdem eine Schwingmühle und eine Malzschrotmühle vorhanden.

## Besitzer bzw. Mahlmüller
Erster Mahlmüller war offenbar Johannes Balz selbst. Beim Bau der Mühle wird er als Werkmeister in Schelklingen bezeichnet, das Bürgerrecht hatte er in Blaubeuren, war also dort wohl geboren. Nach dem 28. Juli 1846 und vor dem 4. Mai 1847 verkaufte er die Mühle an Johann Georg Mang (1808‒1855). Mang stammte aus Sondernach, war evangelisch und Bürger in Gerhausen. Er heiratete erstmals in Gerhausen am 6. Februar 1844 die Witwe Anna Maria Girr (evangelisch) (1809‒1848). Nach dem frühen Tod seiner ersten Frau heiratete Mang in Blaubeuren am 6. Mai 1851 Anna Salzmann aus Merklingen (geb. 1823; † nach 18. Januar 1878). Mang selbst starb aber bereits in Urspring am 19. Juli 1855. Seine Witwe heiratete daraufhin in Weiler am 20. Mai 1856 Johann Jakob Scherb aus Sondernach (1831‒1873), der die Mühle als Müller bis zu seinem Tod 1873 weiterbetrieb. Aus der zweiten Ehe des Johann Georg Mang stammte der Sohn Johann Georg (Schelklingen 24. November 1853; † Schelklingen 18. Januar 1878), der wohl die Mühle nach dem Tod seines Stiefvaters Jakob Scherb weiterführte, aber dort schon 24-jährig starb.
Bereits 1877 wurde die Dreikönigsmühle samt Scheuer, Stallung und Schweinestall von den Erben des verstorbenen Müllers Johann Jakob Scherb an Albert Rall, Fabrikant in Urspring, verkauft. 1878 verkaufte Albert Rall die Mühle gleich wieder an die Mechanische Weberei Urspring (MWU). Robert Rall berichtet, dass im Jahre 1882 die Mühle wegen Todesfall des Besitzers verkauft wurde. Sein Onkel Albert Rall erwarb sie, um anstatt der Mühle eine Spinnerei zu errichten. Die beigezogenen Sachverständigen aber rieten Albert Rall dringend ab, „da die Wasserkraft viel zu klein und der Platz dabei ganz ungeeignet sei. Diese Mühle nun machte meinem Onkel sehr viel Verdruss, zuerst musste er ein neues Wasserrad einbauen, dann noch vielerlei Reparaturen vornehmen, auch mit den Pächtern hatte er Pech, bis er dann den Müller Braun bekam“. Unter der Familie Rall wurde der Mühlenbetrieb demnach bis zum Verkauf der Mühle 1901 weitergeführt.

## Weitere Nutzung
1901 verkaufte die Mechanische Weberei Urspring die Mühle an die Stadtpflege Schelklingen. In die Mühle wurde eine Pumpstation für die neu eingeführte Wasserversorgung Schelklingens eingebaut: die Wasserkraft der Ach bewegte über ein Wasserrad die Kolbenpumpen. 1912 wurde ein Notaggregat aufgestellt, welches bei Wassertiefstand die Kolbenpumpen in Bewegung hielt. Als Antrieb diente ein 42 PS Einzylinder Dieselmotor der Firma MAN Werk Augsburg (Fertigungsnummer 3381/Jahr 1912). Diese Anlage wurde als technisches Kulturdenkmal in die Liste der Kulturdenkmale der Stadt Schelklingen aufgenommen. 1966 endete die Wasserentnahme aus der Achquelle, indem ein Tiefbrunnen in der Flur Spitzacker zwischen Urspring und Schelklingen erbohrt wurde.
1912 schließlich wurde die Dreikönigsmühle zu einem Elektrizitätswerk umgebaut. Zur Stromerzeugung benutzte man ein Wasserrad und einen Gleichstromgenerator. 1923 endete diese Art der Stromerzeugung, indem sich die Stadt den Oberschwäbischen Elektrizitätswerken (OEW) als Stromlieferant anschloss. Als „Stadtwerke“ war das Schelklinger Elektrizitätswerk aber noch bis 1989 tätig.
Im Jahr 1912 wurde als Ersatz für die Dreikönigsmühle auf dem Gelände der ehemaligen Baumwollweberei Urspring durch die Getreide-Mühle e.G.m.b.H. ein neues Mühlengebäude errichtet, in Konkurrenz zu den Blaubeurer Mühlen. Es handelte sich hierbei um eine Genossenschaft von Bürgern aus Schelklingen, Schmiechen, Altheim, Ringingen und Pappelau. Die Wasserkraft wurde von der Mechanischen Weberei Urspring erworben. Die Genossenschaft bestand bis 1958 und ging dann an die Bezugs- und Absatzgenossenschaft Ehingen über, die den Betrieb bald einstellte. Die ehemalige Genossenschaftsmühle ist heute an die Urspringschule vermietet und wird zu Wohn- und Unterrichtszwecken genutzt.
Später erwarb die Stiftung Urspringschule das Gebäude der Dreikönigsmühle und richtete dort Wohnungen für Schüler und Personal ein.